# 杨厚兰
杨厚兰（1956年5月—），男，湖北恩施人，中华人民共和国外交官。

## 生平
杨厚兰早年在家乡恩施县当过中学老师和生产大队团支书、大队长。1978年，考入武汉大学中文系。1982年，大学毕业，进入中华人民共和国外交部工作，先后在外交部教育培训司、驻坦桑尼亚大使馆、外交部新闻司、驻印度尼西亚大使馆、驻马来西亚大使馆、外交部亚洲司任职。1998年7月，任中国赴柬埔寨大选观察员小组组长。同年，在职攻读南开大学世界经济硕士学位。1999年，赴美国乔治·华盛顿大学埃利奥特国际关系学院攻读硕士学位。2000年，任驻韩国大使馆参赞，后升任公使衔参赞。2007年3月，出任中华人民共和国驻阿富汗大使。2009年2月，任中国外交部朝鲜半岛事务大使。2011年6月，出任中华人民共和国驻尼泊尔大使兼驻南盟代表。2013年3月，出任中华人民共和国驻缅甸大使。2015年9月，出任中日韩三国合作秘书处第三任秘書長。2017年8月，任滿卸任。
杨厚兰是吉林大学兼职教授、山东大学兼职教授、大连外国语大学客座教授、北京第二外国语学院名誉教授。

## 荣誉
2014年被评为先进外交工作者。

## 家庭
已婚，育有一女。